# Norbert Lang (Poolbillardspieler)
Norbert Lang (geb. vor 1982) ist ein deutscher ehemaliger Poolbillardspieler. Er war viermal Deutscher Meister und 1986 Europameister in der Disziplin 14/1 endlos.

## Karriere
Nachdem Lang bereits 1982 und 1984 mit den PBF Pirmasens Deutscher Mannschaftsmeister im 14/1 endlos wurde, gewann er 1984, ebenfalls im 14/1 endlos, erstmals eine Deutsche Einzelmeisterschaft. Es war zugleich auch sein erster Medaillengewinn. Ein Jahr später gelang es im, sowohl im 14/1, als auch im 8-Ball Deutscher Meister zu werden.
1986 erreichte er den größten Erfolg seiner Karriere: Bei der Poolbillard-Europameisterschaft 1986 in Oslo wurde er Europameister. Bei der Deutschen Meisterschaft 1986 gewann er jedoch nur eine Medaille, Bronze im 14/1. Ein Jahr später wurde er erstmals Deutscher Meister im 9-Ball und gewann Bronze im 14/1. Dies war zugleich das letzte Mal, dass er Deutscher Einzel-Meister wurde. 1988 gewann er im 14/1 und im 9-Ball jeweils die Bronze-Medaille. 1989 wurde Lang, der inzwischen zum PBC Karlsruhe gewechselt hatte, Deutscher 8-Ball-Mannschaftsmeister und gewann bei der Deutschen Einzel-Meisterschaft 1989 mit Silber im 9-Ball letztmals eine Medaille.
| Personendaten    | Personendaten                           |
| ---------------- | --------------------------------------- |
| NAME             | Lang, Norbert                           |
| KURZBESCHREIBUNG | deutscher ehemaliger Poolbillardspieler |
| GEBURTSDATUM     | vor 1982                                |
| STERBEDATUM      | 20. Jahrhundert                         |